# Рабар, Браслав
Браслав Рабар (хорв. Braslav Rabar; 29 сентября 1919, Загреб — 6 декабря 1973, Загреб) — югославский шахматист; международный мастер (1950). Журналист; редактор журнала «Шахматный весник» (1948—1952). Чемпион Югославии (1951). Участник зонального турнира ФИДЕ в Мюнхене (1954) — 2-3-е и межзонального турнира в Гётеборге (1955) — 14-15-е места. В составе команды Югославии участник 3 олимпиад (1950—1954), в том числе в 1950 1-е место на 4-й доске (+8 −0 =2) — лучший результат на 9-й Олимпиаде.
Лучшие результаты в других международных соревнованиях: Рогашка-Слатина (1948) — 1-е; Вена (1949) — 3-6-е; Люцерн (1949/1950) — 2-3-е; Рио-де-Жанейро (1952) — 4-5-е; Сан-Паулу (1952) — 1-2-е; Опатия (1953) — 3-е места.
Автор ряда шахматных книг.